# Cheek to Cheek
Cheek to Cheek je společné jazzové album Tonyho Bennetta a Lady Gaga. Bennett a Gaga se poprvé setkali v roce 2011 během Robin Hood Foundation gala v New Yorku. Následně spolu nahráli píseň The Lady Is a Tramp pro Bennettovo album Duets II. Album se začalo nahrávat poté, co se Lady Gaga zotavila po operaci kyčle v roce 2013. Cheek to Cheek se nahrávalo v New Yorku za doprovodu živé kapely.

## Album
Album se skládá z klasických jazzových písní od známých skladatelů jako jsou například George Gershwin, Cole Porter, Jerome Kern, nebo třeba Irving Berlin.
Lady Gaga se na tomto albu odchýlila od své předešlé tvorby, kdy se zaměřovala především na pop. Datum vydání alba bylo několikrát odloženo. Konečné datum vydání bylo oznámeno v pořadu The Today Show 29. července 2014, kdy jej společně potvrdili Gaga a Bennett. Ve stejný den také vyšel první singl alba „Anything Goes“. Krátce poté byl zveřejněn seznam skladeb pro album, ale i pro všechna alternativní vydání alba, a také obal alba. Vydání Cheek to Cheek předcházel kromě prvního singlu i druhý, a sice píseň „I Can't Give You Anything But Love“. Oběma singlům se podařilo dosáhnout vrcholu v Billboard's Jazz Digital Songs Chart. O Vánocích se navíc na vrcholu tohoto žebříčku objevila i jazzová verze „Winter Wonderland“, kterou Gaga a Tony vydali mimo album.

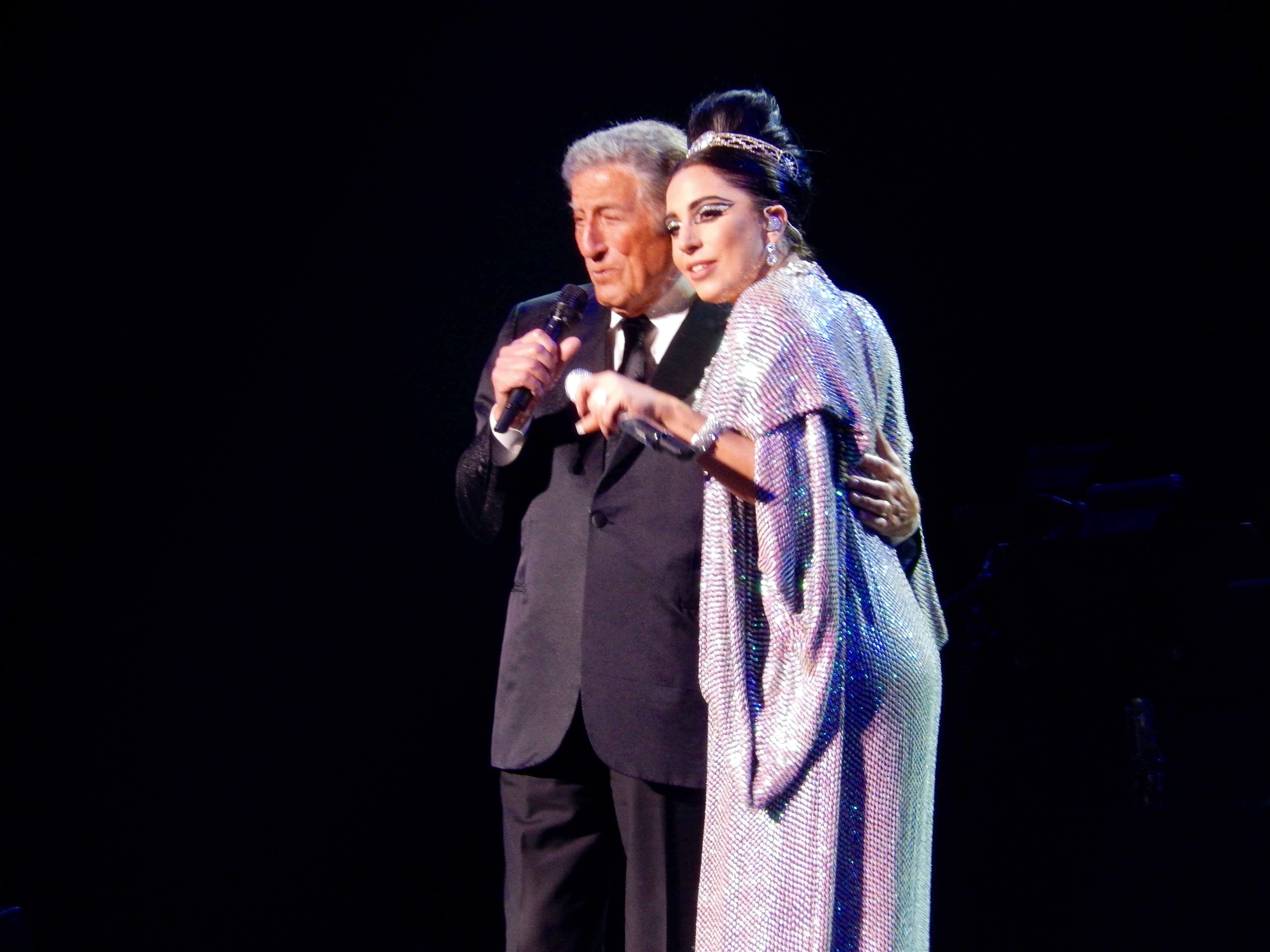
Tony Bennett a Lady Gaga během Cheek to Cheek Tour

Album bylo propagováno různými vystoupeními v televizi, ale i v klubech v New Yorku a okolí. Albu také pomohl televizní koncert Tony Bennett a Lady Gaga: Cheek to Cheek Live!, který v říjnu 2014 odvysílala televizní stanice PBS a díky němuž získali v červenci 2015 nominaci na cenu Emmy v kategorii Primetime Emmy Award za vynikající estrádní, hudební nebo komediální speciál. Cenu si nakonec neodnesli.
Cheek to Cheek bylo přijato kritiky velmi pozitivně. Především chválili vokály Lady Gaga. Tony Bennett a Lady Gaga za album získali na 57. výročních cenách Grammy cenu v kategorii „Cena Grammy za nejlepší pěvecké tradiční popové album“. Během tohoto večera také společně vystoupili s titulní písní „Cheek to Cheek“. O pár dní později byla albu přiznána zlatá certifikace za prodej nad 500 000 kopií v USA. Album se také dostalo do první desítky v mnoha zemích jako například v Řecku, Velké Británii, Kanadě, Japonsku a Austrálii. Cheek to Cheek debutovalo jako číslo jedna v Billboard 200 se 131 000 prodanými kopiemi v prvním týdnu.

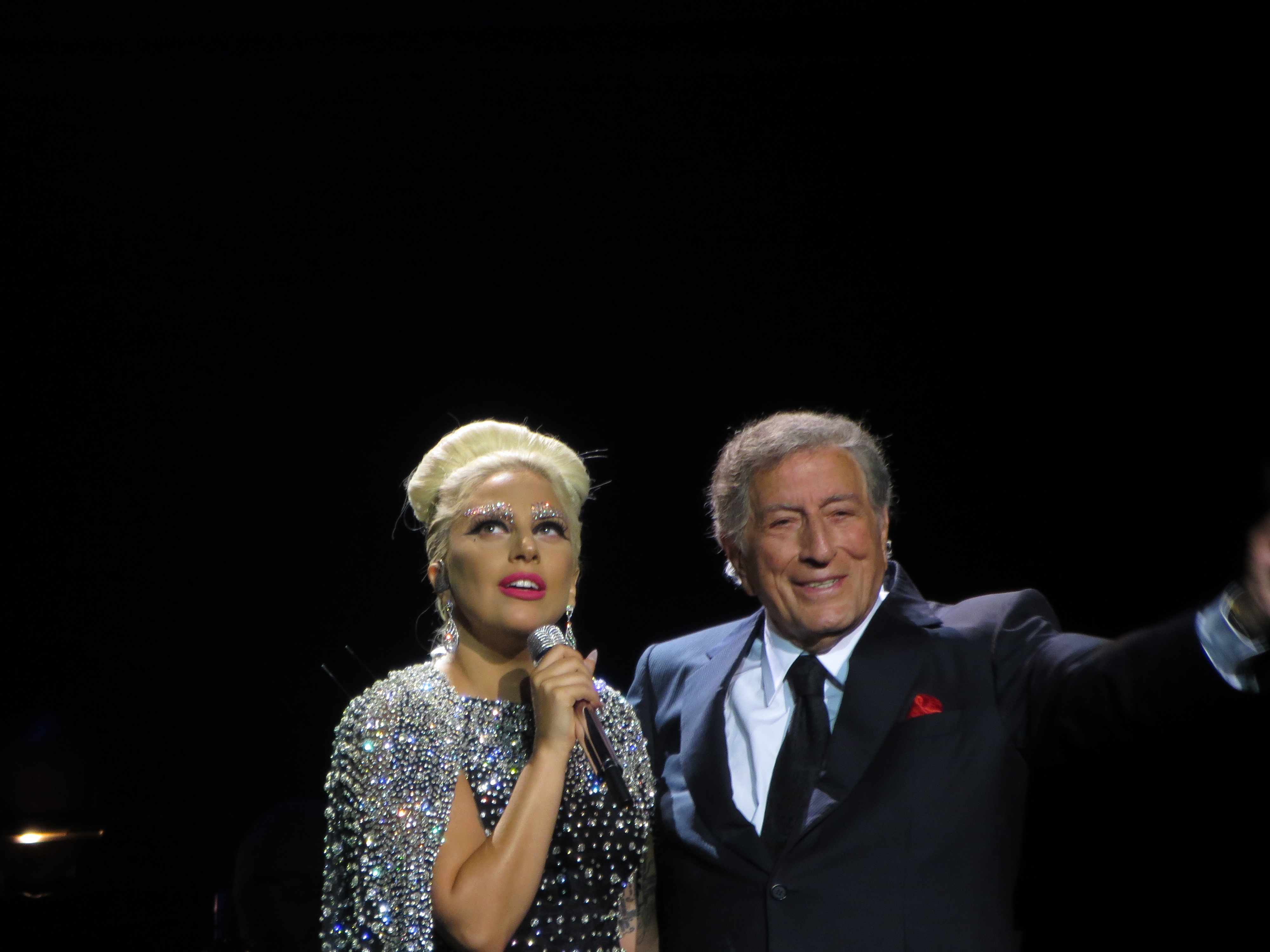
Tony Bennett a Lady Gaga

Album Cheek to Cheek se umístilo v top 10 ve více než 20 zemích světa a v hlavním žebříčku alb v USA, Billboard 200, debutovalo na 1. místě. Lady Gaga se tak stala první umělkyní tohoto desetiletí, které se v USA podařilo dostat hned tři alba na první místo. Naopak Tony Bennett se stal nejstarším umělcem, který kdy dosáhl na 1. místo v Billboard 200.
Fotografie pro obal alba pořídil fotograf Steven Klein, který již dříve spolupracoval s Lady Gaga na jejím videu k písni „Alejandro“ a reklamách pro její parfémy Fame a Eau de Gaga.
Lady Gaga složila pro toto album novou čistě jazzovou píseň „Paradise“, která se však na samotném albu neobjevila.
Na album navazovalo koncertní turné, které mělo sedmadvacet zastávek v USA a Kanadě, jeden koncert na Bahamách a osm zastávek v Evropě. V Anglii se 8. června 2015 odehrálo jedno představení v Royal Albert Hall. Následující den se mělo uskutečnit další, ale kvůli chřipce Bennetta bylo bez náhrady zrušeno. Turné mělo celkem 36 představení. Začalo 30. prosince 2014 v Las Vegas a skončilo 1. srpna 2015 ve Washingtonu, D.C.

## Seznam skladeb

### Standardní verze
| Standardní verze         | Standardní verze                                                               | Standardní verze |
| Pořadí                   | Název písně                                                                    | Délka            |
| ------------------------ | ------------------------------------------------------------------------------ | ---------------- |
| 1.                       | „Anything Goes“                                                                | 2:03             |
| 2.                       | „Cheek to Cheek“                                                               | 2:50             |
| 3.                       | „Nature Boy“                                                                   | 4:08             |
| 4.                       | „I Can't Give You Anything But Love“                                           | 3:13             |
| 5.                       | „I Won't Dance“                                                                | 3:56             |
| 6.                       | „Firefly“                                                                      | 1:57             |
| 7.                       | „Lush Life“ (sólo Lady Gaga)                                                   | 4:14             |
| 8.                       | „Sophisticated Lady“ (sólo Tonyho Bennetta)                                    | 3:49             |
| 9.                       | „Let's Face the Music and Dance“                                               | 2:06             |
| 10.                      | „But Beautiful“                                                                | 4:04             |
| 11.                      | „It Don't Mean a Thing (If It Ain't Got That Swing)“                           | 2:23             |
| iTunes Store bonus track |                                                                                |                  |
| 12.                      | „Bang Bang (My Baby Shot Me Down)“ (živě z Jazz at Lincoln Center - sólo Gaga) | 3:43             |

### Deluxe verze
| Deluxe verze                                       | Deluxe verze                                                                   | Deluxe verze |
| Pořadí                                             | Název písně                                                                    | Délka        |
| -------------------------------------------------- | ------------------------------------------------------------------------------ | ------------ |
| 1.                                                 | „Anything Goes“                                                                | 2:03         |
| 2.                                                 | „Cheek to Cheek“                                                               | 2:50         |
| 3.                                                 | „Don't Wait Too Long“ (sólo Tonyho Bennetta)                                   | 2:36         |
| 4.                                                 | „I Can't Give You Anything But Love“                                           | 3:13         |
| 5.                                                 | „Nature Boy“                                                                   | 4:08         |
| 6.                                                 | „Goody Goody“                                                                  | 2:11         |
| 7.                                                 | „Ev'ry Time We Say Goodbye“ (sólo Lady Gaga)                                   | 3:10         |
| 8.                                                 | „Firefly“                                                                      | 1:57         |
| 9.                                                 | „I Won't Dance“                                                                | 3:56         |
| 10.                                                | „They All Laughed“                                                             | 1:48         |
| 11.                                                | „Lush Life“ (sólo Lady Gaga)                                                   | 4:14         |
| 12.                                                | „Sophisticated Lady“ (sólo Tonyho Bennetta)                                    | 3:49         |
| 13.                                                | „Let's Face the Music and Dance“                                               | 2:06         |
| 14.                                                | „But Beautiful“                                                                | 4:04         |
| 15.                                                | „It Don't Mean a Thing (If It Ain't Got That Swing)“                           | 2:23         |
| International physical deluxe version bonus tracks |                                                                                |              |
| 16.                                                | „On A Clear Day (You Can See Forever)“ (sólo Tonyho Bennetta)                  | 2:34         |
| 17.                                                | „Bewitched, Bothered and Bewildered“ (sólo Lady Gaga)                          | 3:07         |
| 18.                                                | „The Lady is a Tramp“ (z alba Tonyho Bennetta Duets II)                        | 3:18         |
| iTunes Store deluxe version bonus track            |                                                                                |              |
| 16.                                                | „Bang Bang (My Baby Shot Me Down)“ (živě z Jazz at Lincoln Center - sólo Gaga) | 3:43         |
| Target deluxe version bonus tracks                 |                                                                                |              |
| 16.                                                | „On A Clear Day (You Can See Forever)“ (sólo Tonyho Bennetta)                  | 2:34         |
| 17.                                                | „Bewitched, Bothered and Bewildered“ (sólo Lady Gaga)                          | 3:07         |
| Home Shopping Network deluxe version bonus tracks  |                                                                                |              |
| 16.                                                | „The Lady's in Love with You“ (živě z Jazz at Lincoln Center - sólo Bennetta)  | 1:42         |
| 17.                                                | „The Lady is a Tramp“ (z alba Tonyho Bennetta Duets II)                        | 3:18         |